# 埃佩尔蒙
埃佩尔蒙（法語：Herpelmont，法語發音：[ɛʁpɛlmɔ̃] ⓘ）是法国大東部大區孚日省的一个市镇，属于孚日圣迪耶区。

## 地理
埃佩尔蒙（48°10'10"N, 6°44'22"E）面积5.58 平方千米，位于法国大東部大區孚日省，该省份为法国东北部内陆省份，北起默兹省和默尔特-摩泽尔省，西接上马恩省，南至上索恩省和贝尔福地区省，东临上莱茵省和下莱茵省。
与埃佩尔蒙接壤的市镇（或旧市镇、城区）包括：博梅尼勒、瑞萨吕、拉沃利讷-德旺布吕耶尔、拉沃利讷迪乌。

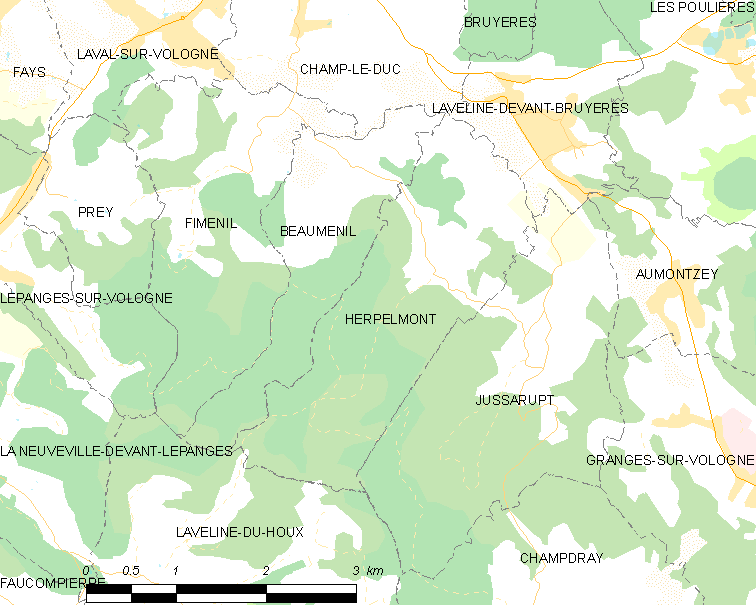
埃佩尔蒙的OSM定位图

埃佩尔蒙的时区为UTC+01:00、UTC+02:00（夏令时）。

## 行政
埃佩尔蒙的邮政编码为88600，INSEE市镇编码为88240。

## 政治
埃佩尔蒙所属的省级选区为布吕耶尔县。

## 人口

1962-2008年间埃佩尔蒙人口变化图示

埃佩尔蒙于2022年1月1日时的人口数量为268人。